# Tatort: Die dunkle Seite
Die dunkle Seite ist ein Fernsehfilm aus der Krimireihe Tatort. Die Folge wurde vom Südwestrundfunk unter der Regie von Thomas Freundner produziert und erstmals am 6. Mai 2007 im Deutschen Fernsehen ausgestrahlt. Es ist die 665. Folge des Tatorts und 41. Episode mit der Ludwigshafener Ermittlerin Lena Odenthal (Ulrike Folkerts). Für ihren Kollegen Mario Kopper (Andreas Hoppe) ist es der 32. Fall.

## Handlung
Die Fernfahrer Holger Lindner und Michael Reichelt werden kurz vor ihrer Weiterfahrt auf einem Rasthof von zwei Maskierten mit der Waffe bedroht. Reichelt kann einen Maskierten überrumpeln und in den Besitz seiner Waffe kommen. Nach der Aufforderung zur Demaskierung kommt plötzlich ein dritter mit Eisenstange hinzu, der immer wieder auf Reichelt einschlägt – laut Aussage von Lindner. Der zukünftige Vater Reichelt ist tot. Die Ladung, 500 Flachbildschirme im Schwarzmarktwert von 250.000 €, ist verschwunden, während Eisenstange und LKW schnell gefunden werden.
Der ursprünglich für die Fahrt vorgesehene Ansgar Thiele gerät wegen seines abweisenden Verhaltens und Vorstrafen in Verdacht. Er kann allerdings nicht von einem Zeugen identifiziert werden. Dann wird im Hause Lindner ein Überfall auf Anna und Holger verübt, den Holger nicht überlebt. Kriminaltechniker Becker kann aus der Spurenlage an der Eisenstange folgern, dass Lindner seinen Beifahrer Reichelt erschlagen haben muss. Lindner hatte ihn extra für die Fahrt eingeteilt, da er gemeinsam mit Kumpel Alex Vohwinkel und Schwager Benny den Überfall zur Rettung der maroden Spedition geplant und nicht mit Reichelts Widerstand gerechnet hatte. Die beiden beschuldigen sich gegenseitig, Holger erschlagen zu haben. Die Lösung ist viel tragischer:  Anna Lindner wollte ihren Mann wegen wiederholter Misshandlungen endlich ins Frauenhaus verlassen, der ging brutal auf sie los und Schwiegermutter Maria Wieland machte dem Treiben ein Ende.

## Rezeption

### Einschaltquote
Bei ihrer Erstausstrahlung in Deutschland am 6. Mai 2007 sahen 6,93 Millionen Zuschauer die Folge Die dunkle Seite, was einem Marktanteil von 20,60 Prozent entsprach. In der Gruppe der werberelevanten Zielgruppe lag der Marktanteil bei 14,3 Prozent durch 1,99 Millionen Zuschauer.

### Kritik
Rainer Tittelbach von tittelbach.tv schreibt: „Von Beginn an liegt eine seltsame Stimmung auf diesem ‚Tatort‘ um Lena Odenthal. So überschaubar der Fall […] zunächst auch scheint, so undurchschaubar sind die Charaktere, die Thomas Freundner dem Zuschauer ohne ästhetischen Schnickschnack präsentiert. Geheimnisse machen sich in einem Krimi immer gut“ und so überrascht der Film „mit ungewöhnlichen dramaturgischen Finessen.“
Die Kritiker der Fernsehzeitschrift TV Spielfilm geben für diesen Tatort den Daumen nach oben und meinen anerkennend: „Nach alter Schule erzählter Milieukrimi.“